# Demeter János (jogász)
Demeter János (Kerlés, 1908. július 6. – Budapest, 1988. július 6.) romániai magyar jogász, jogi szakíró, politikus. Antifasiszta ellenálló. Demeter Béla bátyja.

## Életpályája
Középiskoláit a kolozsvári és a székelyudvarhelyi katolikus főgimnáziumban, jogi tanulmányait a kolozsvári egyetemen végezte. A jogi tudományok doktora. Az Erdélyi Fiatalok alapító tagja, 1931-től az Ellenzék belső munkatársa, amint azonban kapcsolatba lépett a munkásmozgalommal, mindkét lap szakított vele. Az illegális Kommunisták Romániai Pártja (KRP) irányítása alatt álló Falvak Népe radikális parasztlapnak lett alapító szerkesztője (1932-33). Kolozsvárt tartott ügyvédi irodát, ügyvédként és jogászként az erdélyi magyarság jogvédelmét szolgálta. A II. világháború után az MNSZ egyik vezetője, Kolozsvár alpolgármestere, 1945-től tanár az egyetem jogi karán, majd prorektor, nemzetgyűlési képviselő.
1952. augusztus 30-án hazaárulás vádjával letartóztatták, és súlyos börtönbüntetésre ítélték a Magyar Népi Szövetség többi vezetőjével Csőgör Lajossal, Balogh Edgárral, Jordáky Lajossal, Méliusz Józseffel együtt. E csoportot 1955 május végén kiengedték a börtönből, ügyüket újra tárgyalták a bukaresti hadbíróságon 1956. június 16-án, ekkor a korábbi vádak alól felmentették őket. A Román Munkás Párt (RMP) javaslatára a Nagy Nemzetgyűlés visszahelyezte őket korábbi jogaikba.  1956-ban rehabilitálták Demeter Jánost is, visszatérhetett a tudományos közéletbe, ismét a kolozsvári Bolyai Tudományegyetem, majd később az egyesítés után a  Babeș–Bolyai Tudományegyetem jogi karának professzoraként állam- és jogelméletet tanított, dékán, majd prorektor (rektorhelyettes), egyszersmind országgyűlési képviselő. 1969–1976 között a Magyar Nemzetiségi Dolgozók Tanácsának Kolozs megyei elnökeként némi bizakodással folytatta az 1944 utáni erőfeszítéseit a romániai magyarság sorsának jobbításáért, konkrét oktatási és kulturális kérdések megoldásán fáradozott.

## Szakirodalmi és publicisztikai munkássága
1944 előtt gazdasági és politikai tárgyú munkái jelentek meg, így a Románia gazdasági válsága (öccsével, Kolozsvár, 1930) és A "Harmadik birodalom" Romániában (Mit hoz a román szélső jobboldal a kisebbségnek? Kolozsvár, 1933). Újabb magyar és román nyelvű tanulmányaiban alkotmányjogi és jogbölcseleti kérdésekkel foglalkozott, mint alkotmányjogász részt vett az 1948. és 1952. évi alkotmány magyar nyelvű kommentárjainak összeállításában. E tevékenység eredményeként jelent meg az Alkotmányunk hiteles román és magyar nyelvű szövege című kiadvány (magyarázó jegyzetekkel ellátta Dr. Demeter János, Dr. Kiss Géza, Dr. Kohn Hillel, 1949) és A Román Népköztársaság alkotmánya (összeállította a Bolyai Tudományegyetem jogi karának munkaközössége. Szerkesztette Takács Lajos, Demeter János, Román Dezső, 1957) című munka. Publicisztikai írásaiban gyakran foglalkozott a nemzetiségi kérdéssel, ebbe a körbe sorolhatók A nemzetiségi kérdés a Duna völgyében és a Szovjetunióban (1945), A nemzetiségi nyelv a közigazgatásban (Jog- és Közgazdaságtudományi Értekezések, 1946) és A Jugoszláv Szövetséges Népköztársaság alkotmánya (1948) című önálló füzetekben megjelent tanulmányai.
Előszót írt a Hugo Grotius: A háború és a béke jogáról. (Kriterion Könyvkiadó, Bukarest, 1973.) a Csehi Gyula és Mikó Imre szerkesztette Téka sorozatban megjelent jogtörténeti könyvhöz.
Jogtörténeti interjú formájában adta közre 1983-ban visszaemlékezéseit A nemzetiségek egyenjogúsításának útján. A nemzetiségi jog fejlődése a népi demokratikus Romániában. (1944. szeptember 2. – 1948. április 13.) Joó Rudolf beszélgetése Demeter Jánossal, Kossuth Könyvkiadó, Bp., 1983, 143 old.
A nemzetiségek kollektív jogairól 1987-ben írt tanulmányát a Kritika posztumusz tette közzé. Kéziratban a Nemzetiségi törvényhozás Romániában: 1918-1986. (Budapest, 1988. 226 old.) Jegyzetek az együtt élő nemzetiségek sajtótermékeiben és irodalmában előforduló adminisztratív-területi elnevezések használatáról. (Budapest, 1988. 5 old. kézirat). Ebből megjelent posztumusz a kolozsvári Szabadság 2004. február 11-i számában, 3. old. A falurombolás éveiben született tiltakozó feljegyzései, az 1955. év végén írt, kéziratban őrzött több száz oldalas börtönnaplója kiadásra várnak.
Élete utolsó éveiben írta a Ceauşescu-rendszert parodizáló színdarabjait: Rendhagyó történet, Victorio mennybemenetele.
Román nyelvű jogbölcseleti munkái többnyire másokkal közösen írt kollektív munkák megfelelő részei (Introducere în studiul dreptului, 1962 és Teoria generală a statului și dreptului, 1967). Jénában tartott német nyelvű előadása (1966), majd önálló műve az emberi jogokról (Declarația drepturilor omului, 1968) e jogok fejlődését mind a nemzetközi jog, mind a hazai közjog szempontjából vizsgálta és értékelte. Hosszabb tanulmányát az emberi jogok helyéről az alkotmánytörténetben a Revue Roumaine des Sciences Sociales, Serie de Sciences Juridiques 1974/1-es száma közölte.
A Korunk s a napisajtó hasábjain publicisztikai írásai jelentek meg, az Utunkban úti jegyzeteit közölte Olaszországról (1965/3-4 és 1967/41), a Német Demokratikus Köztársaságról (1966/22), Franciaországról (1968/10 és 1972/2), Algériáról (1970/51) és Izlandról (1973/29). Emlékirata, az 1975-ben megjelent Századunk sodrában, hiteles bepillantást nyújtott a szerző ifjúkori szociális tájékozódásába, melynek már az Ellenzékben megjelent riportjai tanújelét adták, majd ismerkedésére Gaál Gáborral, Aradi Viktorral és Antal Márkkal, szembekerülésére az OMP-vel és az Erdélyi Fiatalok konzervatív szárnyával; a Falvak Népe oldalairól újraközölt cikkek már a forradalmi népharc vállalását dokumentálták. Jelentős közlés mindaz, amit az emlékirat a Demeter testvérek szerepéről elmond az 1944-es német megszállást követő háborúellenes tárgyalásokról a Békepárt s az Erdélyi Pártnak Teleki Béla-féle szárnya között, egészen az antifasiszta ellenállás megszervezéséig s a felszabadulásig.